# Disarm
Singles de The Smashing Pumpkins
Today
(1994) Rocket
(1994)
Disarm est une chanson du groupe de rock alternatif américain The Smashing Pumpkins, écrite par Billy Corgan et troisième single extrait de leur deuxième album Siamese Dream. Elle se distingue par sa mise en avant de la guitare acoustique, rare à cette époque pour le groupe.
Corgan la considère comme la chanson la plus importante de l'album[réf. nécessaire].

## Sources
- (en) Cet article est partiellement ou en totalité issu de l’article de Wikipédia en anglais intitulé « Disarm » (voir la liste des auteurs).